# Alaptolma
Alaptolma (vagy Tolma) a hét kun vezér egyikének, Ketel vezérnek a fia, aki a 10. század első felében élt.

## Története
A középkori Gesta Hungarorum szerint Alaptolma, Ketel vezér fia, várat építtetett apja birtokán, a Duna és a Vág folyók összefolyásánál, melyet Komáromnak nevezett el. E vár szolgálatára adta mind a magával hozott, mind pedig a vezértől nyert népek kétharmadát. Ez az ősi vár lett Komárom városának magja. Ma Ketelt és Alaptolmát a város legendás alapítóiként tisztelik.